# Nicola Simonelli
Nicola Simonelli (Maracay, 20 gennaio 1958) è un ex calciatore venezuelano, di ruolo centrocampista.

## Carriera

### Club
Ha giocato nel campionato venezuelano; nel 1983 ha giocato 4 partite in Coppa Libertadores con l'Atl. San Cristóbal.

### Nazionale
Con la maglia della nazionale ha giocato tre partite, nel 1983.